# Pedro Vite
Pedro Vite, né le 9 mars 2002 à Babahoyo en Équateur, est un footballeur international équatorien. Il joue au poste de milieu offensif aux Pumas UNAM en Liga MX.

## Biographie

### En club
Né à Babahoyo en Équateur, Pedro Vite est formé par l'Independiente del Valle. Il joue son premier match en professionnel le 21 février 2021, face au Orense SC, en championnat. Il entre en jeu à la place de Jacob Murillo (en) et son équipe s'incline par deux buts à zéro.
Le 5 août 2021, Pedro Vite rejoint les Whitecaps de Vancouver en Major League Soccer. Il signe un contrat courant jusqu'en décembre 2025.
Vite joue son premier match pour Vancouver le 26 février 2022, lors de la première journée de la saison 2022 de Major League Soccer, contre le Crew de Columbus. Il entre en jeu à la place de Déiber Caicedo et son équipe s'incline par quatre buts à zéro.
Il inscrit son premier but pour Vancouver le 15 septembre 2022, lors d'une rencontre de MLS face au Galaxy de Los Angeles. Titulaire ce jour-là, il participe à la victoire de son équipe (3-0 score final).
Le 18 juillet 2025, Pedro Vite rejoint les Pumas UNAM.

### En sélection
Pedro Vite représente l'équipe d'Équateur des moins de 17 ans. Avec cette sélection il est retenu pour participer à la Coupe du monde des moins de 17 ans en 2019,. Lors de ce tournoi il prend part à quatre matchs, tous en tant que titulaire. Son équipe est éliminée en huitièmes de finale contre l'Italie (0-1 score final).
Avec les moins de 20 ans, il joue un match en 2020.
En juin 2023, Pedro Vite est convoqué pour la première fois avec l'équipe nationale d'Équateur par le sélectionneur Félix Sánchez Bas. Il honore sa première sélection lors de ce rassemblement, le 20 juin 2023, lors d'un match amical contre le Costa Rica. Entré en jeu à la place de José Cifuentes, Vite se fait remarquer en inscrivant également son premier but en sélection, participant ainsi à la victoire de son équipe par trois buts à un,.

## Statistiques

### En sélection nationale
| Saison                | Sélection             | Phases finales        | Phases finales | Phases finales | Phases finales | Éliminatoires CDM | Éliminatoires CDM | Éliminatoires CDM | Matchs amicaux | Matchs amicaux | Matchs amicaux | Total | Total | Total |
| Saison                | Sélection             | Compétition           | M              | B              | Pd             | M                 | B                 | Pd                | M              | B              | Pd             | M     | B     | Pd    |
| --------------------- | --------------------- | --------------------- | -------------- | -------------- | -------------- | ----------------- | ----------------- | ----------------- | -------------- | -------------- | -------------- | ----- | ----- | ----- |
| 2022-2023             | Équateur              | -                     | -              | -              | -              | -                 | -                 | -                 | 1              | 1              | 0              | 1     | 1     | 0     |
| 2024-2025             | Équateur              | -                     | -              | -              | -              | 4                 | 0                 | 2                 | -              | -              | -              | 4     | 0     | 2     |
| Total sur la carrière | Total sur la carrière | Total sur la carrière | -              | -              | -              | 4                 | 0                 | 2                 | 1              | 1              | 0              | 5     | 1     | 2     |